# Župna crkva svetih anđela u Zagrebu
Župna crkva svetih anđela katolička je crkva građena od 1994. do 1996. godine u zagrebačkom naselju Savski gaj. Crkvu je 15. travnja 2007. godine posvetio zagrebački nadbiskup kardinal Josip Bozanić.

## Arhitektura
Arhitektonski projekt za crkvu izradio je Stjepan Krajač.
Crkva je smještena u naselju srednje guste i niske izgradnje, pretežno obiteljskih kuća. Građevina je povučena u dubinu parcele, čime je ispred nje oblikovan prostrani trg. Prostor ima privatni karakter, naglašen fizičkom ogradom koja ga odvaja od javnog prostora grada. Ulaz u crkvu podignut je iznad razine trga, a dodatno je naglašen ulaznim trijemom.

## Galerija
- Pogled na crkvu i ograđeni trg ispred crkve
- Zvonik i pročelje crkve